# 东北玉簪
东北玉簪（学名：Hosta ensata）为玉簪属的植物。分布于俄罗斯、朝鲜以及中国大陆的吉林、辽宁等地，生长于海拔420米的地区，见于林边或湿地，目前尚未由人工引种栽培。

## 异名
- Hosta ensata F. Maekawa var. foliata Q. S. Sun
- Hosta ensata F. Maekawa var. normalis (F. Maekawa) Q. S. Sun